# گابریلا گریلو
گابریلا گریلو (زادهٔ:۱۹ اوت ۱۹۵۲ میلادی در دویسبورگ) یک تاجر زن و سوارکار و قهرمان المپیک است.او مدال طلای تیمی را در رشتهٔ درساژ بدست آورده است و در بخش انفرادی بازی‌های المپیک تابستانی ۱۹۷۶ مونترآل در جایگاه چهارم قرار گرفته است.
وی در مدرسه سوارکاری اسپانیا واقع در وین آموزش دیده است.